# Emanuel Michael von Starhemberg
Graf Emanuel Michael Guidobald von Starhemberg (* 2. März 1708 in Wien; † 22. Februar 1771 Ebenda) war k. k. Feldzeugmeister, Inhaber des Infanterie-Regimentes Nr. 24 sowie wirklicher Geheimer Rat.

## Herkunft
Er entstammt der Heinrich’schen Hauptlinie der Familie Starhemberg.
Seine Eltern waren der Feldmarschall Graf Maximilian Adam Franz von Starhemberg (* 11. Oktober 1669; † 27. November 1741) und dessen erste Ehefrau die Gräfin Maria Franziska von Lannoy (* 8. Dezember 1683; † 19. Januar 1724). Sein jüngerer Bruder Johann Guidobald Josef Philipp (1720–1763) wurde kaiserlicher Generalmajor.
Er trat in kaiserliche Dienste und stieg dort auf. 1735 wurde er als Oberst Kommandeur des Infanterie-Regiments Nr. 24. Am 19. März 1742 wurde er Generalfeldwachtmeister beförder und zum Inhaber des Infanterie-Regimentes Nr. 24 ernannt. Im Jahr 1754 wurde er mit Rang vom 14. Juli 1752 Feldmarschall-Lieutenant. Während des Siebenjährigen Krieges wurde er am 11. April 1758 zum k.k. Feldzeugmeister ernannt.
Nach seinem Tod wurde er 1771 in der Kapuzinerkirche in Linz beigesetzt.

## Familie
Im Jahre 21. Februar 1737 heiratete er die Gräfin Maria Wilhelmine Antonia von Starhemberg (* 1715; † 8. Juni 1800), eine Tochter des Franz Joseph von Starhemberg (1682–1742). Das Paar hatte mehrere Kinder:
- Marie Leopoldine (* 4. Dezember 1738; † 4. Januar 1739)
- Rudolf (1739–1739)
- Rüdiger Joseph Johann Nepomuk (* 4. September 1742; † 6. Juli 1789) ⚭ 1773 Freiin Maria Magdalena von Gudenus (* 19. April 1747; † 3. August 1824)[2]
- Gabrielle (1745–1749)
- Gabriel (* 1746)
- Marie Amalie (1748–1748)
- Erasmus (* 3. Januar 1750), Malteser-Ritter
- Maximilian Emanuel Joseph (* 22. April 1751; † 16. September 1801), k.k. Oberstleutnant
- Emanuel Max Michael (* 26. September 1752; † 10. November 1814) ⚭ 1784 Gräfin Maria Aloysia Fugger von Kirchberg und Weissenhorn (* 29. Mai 1754; † 7. September 1799)